# Ukrán labdarúgókupa

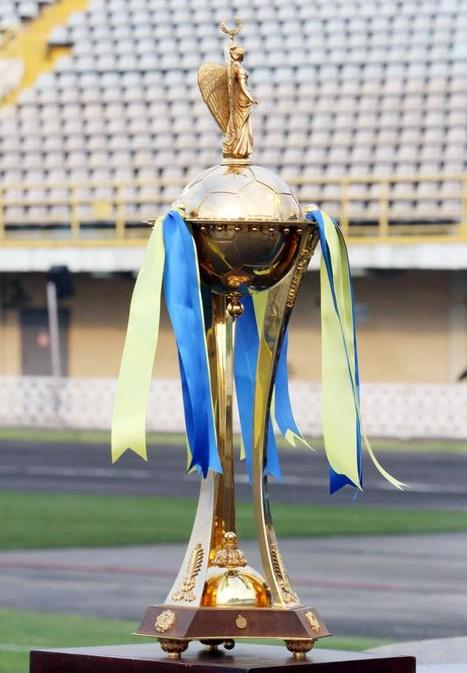
Ukrán kupa

Az ukrán labdarúgókupa vagy ukrán kupa (ukránul: Кубок України; , magyar átírásban: Kubok Ukrajini) a legrangosabb nemzeti labdarúgókupa Ukrajnában, amelyet először 1992-ben rendeztek meg. A legsikeresebb klub a Dinamo Kijiv, amely eddig 13 alkalommal hódította el a trófeát.
Az ukrán kupa az ország második legrangosabb labdarúgó versenykiírása, az ukrán bajnokság után. A kupa győztese jogán Ukrajna csapatot indíthat az Európa ligában.

## Eddigi győztesek

### A függetlenné válás után
| Év   | Győztes            | Eredmény    | Ezüstérmes               |
| ---- | ------------------ | ----------- | ------------------------ |
| 1992 | Csornomorec Odesza | 1-0         | Metaliszt Harkiv         |
| 1993 | Dinamo Kijiv       | 2-1         | Karpati Lviv             |
| 1994 | Csornomorec Odesza | 0-0 t (5-3) | Tavrija Szimferopol      |
| 1995 | Sahtar Doneck      | 1-1 t (7-6) | Dnyipro Dnyipropetrovszk |
| 1996 | Dinamo Kijiv       | 2-0         | Niva Vinnicsja           |
| 1997 | Sahtar Doneck      | 1-0         | Dnyipro Dnyipropetrovszk |
| 1998 | Dinamo Kijiv       | 2-1         | CSZKA Kijiv              |
| 1999 | Dinamo Kijiv       | 3-0         | Karpati Lviv             |
| 2000 | Dinamo Kijiv       | 1-0         | Krivbasz Krivij Rih      |
| 2001 | Sahtar Doneck      | 2-1 hu      | CSZKA Kijiv              |
| 2002 | Sahtar Doneck      | 3-2 hu      | Dinamo Kijiv             |
| 2003 | Dinamo Kijiv       | 2-1         | Sahtar Doneck            |

| Év   | Győztes             | Eredmény  | Ezüstérmes               |
| ---- | ------------------- | --------- | ------------------------ |
| 2004 | Sahtar Doneck       | 2-0       | Dnyipro Dnyipropetrovszk |
| 2005 | Dinamo Kijiv        | 1-0       | Sahtar Doneck            |
| 2006 | Dinamo Kijiv        | 1-0       | Metalurh Zaporizzsja     |
| 2007 | Dinamo Kijiv        | 2-1       | Sahtar Doneck            |
| 2008 | Sahtar Doneck       | 2-0       | Dinamo Kijiv             |
| 2009 | Vorszkla Poltava    | 1-0       | Sahtar Doneck            |
| 2010 | Tavrija Szimferopol | 3-2 hu    | Metalurh Doneck          |
| 2011 | Sahtar Doneck       | 2-0       | Dinamo Kijiv             |
| 2012 | Sahtar Doneck       | 2-1 hu    | Metalurh Doneck          |
| 2013 | Sahtar Doneck       | 3-0       | Csornomorec Odesza       |
| 2014 | Dinamo Kijiv        | 2-1       | Sahtar Doneck            |
| 2015 | Dinamo Kijiv        | 0-0 t:5-4 | Sahtar Doneck            |

### Dicsőségtábla
| Klub                 | Győztes | Ezüstérmes | Győztes évek                                                                 |
| -------------------- | ------- | ---------- | ---------------------------------------------------------------------------- |
| Dinamo Kijiv         | 13      | 6          | 1993, 1996, 1998, 1999, 2000, 2003, 2005, 2006, 2007, 2014, 2015, 2020, 2021 |
| Sahtar Doneck        | 13      | 7          | 1995, 1997, 2001, 2002, 2004, 2008, 2011, 2012, 2013, 2016, 2017, 2018, 2019 |
| Csornomorec Odesza   | 2       | 1          | 1992, 1994                                                                   |
| Tavrija Szimferopol  | 1       | 1          | 2010                                                                         |
| Vorszkla Poltava     | 1       | 0          | 2009                                                                         |
| FK Dnyipro           | 0       | 3          | -                                                                            |
| Karpati Lviv         | 0       | 2          | -                                                                            |
| Metalurh Doneck      | 0       | 2          | -                                                                            |
| CSZKA Kijiv          | 0       | 2          | -                                                                            |
| Metaliszt Harkiv     | 0       | 1          | -                                                                            |
| Krivbasz Krivij Rih  | 0       | 1          | -                                                                            |
| Metalurh Zaporizzsja | 0       | 1          | -                                                                            |
| Niva Vinnicsja       | 0       | 1          | -                                                                            |

## Lásd még
- Ukrán labdarúgó-szuperkupa